# 김경열 (기업인)

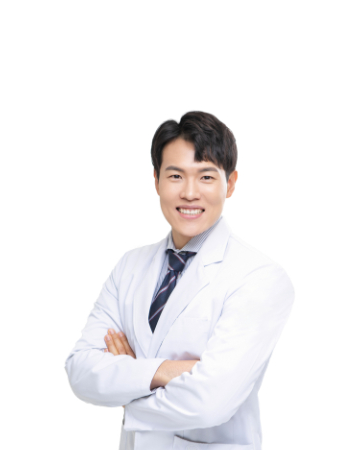

김경열(1985년 ~ )은 대한민국의 기업인이다. 드럭테크 기업 하우투약의 대표이사이다.

## 학력
- 부산대학교 약학대학 제약학과

## 경력
- 2020년 5월 ~: 주식회사 하우투약 대표 이사
- 2020년 11월: 영양제 비교분석 플랫폼, 알약물약(알아봐야 할 약, 물어봐야 할 약)론칭[1]
- 2021년 5월: 영양제 복지 서비스, 알약물약 솔루션 론칭[2]
- 2021년 6월: 씨드 투자 유치 (중소벤처기업진흥공단)[3]
- 2022년 9월: 신용보증기금 엑셀러레이팅 프로그램, NEST 11기 선정[4]
- 2023년 10월: 온라인 드럭스토어 당신의 영양제 론칭[5]